# Araya (Cáceres)
Araya es un despoblado español de la provincia de Cáceres, perteneciente al término municipal de Brozas. Se ubica sobre el antiguo camino rural de Navas del Madroño a Aliseda, junto a la rivera del mismo nombre.
Fue una villa vinculada históricamente a la tierra de la Orden de Alcántara, encomienda que en sus últimos años fue de los infantes Antonio Pascual y Carlos. En 1834 estaba aún habitada y se constituyó brevemente como municipio del partido judicial de Alcántara, pero su ayuntamiento no llegó a consolidarse e inmediatamente pasó a depender de Brozas.
Fue objeto de desamortización y a mediados del siglo XIX quedaban allí viviendo siete u ocho habitantes, los cuales vigilaban la única casa que quedaba en pie, antiquísima y con históricos blasonajes, en cuyo interior quedaba aún el oratorio dedicado a San Pedro de Alcántara.